# Esporte Clube Flamengo
L'Esporte Clube Flamengo, noto anche semplicemente come Flamengo, è una società calcistica brasiliana con sede nella città di Teresina, capitale dello stato del Piauí.

## Storia
L'Esporte Clube Flamengo è stato fondato l'8 dicembre 1937. Il club ha vinto il Campionato Piauiense in 16 occasioni, che li rende il secondo club di maggior successo in quella competizione.
Il Flamengo ha partecipato due volte alla Taça Brasil. La prima volta fu nel 1965 quando fu eliminato ai quarti di finale del "Gruppo Nord" dal Sampaio Corrêa. Il club ha partecipato di nuovo nel 1966, dove ha raggiunto la semifinale del "Gruppo Nord", dove è stato eliminato dal Paysandu.
Il club ha partecipato molte volte al Campeonato Brasileiro Série A. La prima partecipazione del Flamengo risale 1976, dove è stato eliminato al primo turno. Il Flamengo terminò all'ultimo posto nel proprio gruppo nel 1977 e nel 1978. Dopo un anno di assenza dal campionato, Il Flamengo è ritornato nel 1980, dove è stato di nuovo eliminato al primo turno. Cinque anni dopo, il club ha partecipato di nuovo, dove ha terminato all'ottavo posto nel proprio gruppo. Il Flamengo ha partecipato alla Copa João Havelange nel 2000, dove ha raggiunto il secondo turno del "Modulo Verde". Il Flamengo ha partecipato alla prima edizione della Coppa del Brasile nel 1989, dove è stato eliminato ai sedicesimi di finale dal Guarani. Il club ha poi partecipato a molte altre edizioni della coppa.

## Palmarès

### Competizioni statali
- Campionato Piauiense: 17

1939, 1942, 1944, 1947, 1964, 1965, 1970, 1971, 1976, 1979, 1984, 1986, 1987, 1988, 2003, 2009

### Altri piazzamenti
- Copa Norte:

Semifinalista: 1999